# Pelle Clement
Pelle Clement (Amsterdam, 19 maggio 1996) è un calciatore olandese, centrocampista dello Sparta Rotterdam.

## Caratteristiche tecniche
È un trequartista.

## Carriera

### Club
Ha giocato nella prima divisione olandese con vari club.

### Nazionale
Ha giocato nella nazionale olandese Under-21.